# Лорънс (окръг, Арканзас)
Вижте пояснителната страница за други значения на Лорънс.
Окръг Лорънс (на английски: Lawrence County) е окръг в щата Арканзас, Съединени американски щати. Площта му е 1533 km², а населението – 17 415 души (2010). Административен център е град Уолнът Ридж.